# Reg Ward
Reginald "Reg" Lyall Ward, född 16 juli 1949 i Newcastle, död 15 februari 2020, var en brittisk-svensk musiker (saxofon och flöjt).
Ward, som tidigare spelat tillsammans med bland andra Zoot Money och John Mayall, var tillsammans med bland andra Bernt Andersson och Bengt Blomgren medlem i det 1969 bildade bandet DC Kirbys Ribband från Göteborg, därefter i bandet Midsommar från samma stad och från 1976 i Nature.
Ward har även spelat med bland andra Bengt Sändh, Finn Zetterholm, Magnus Uggla, Mörbyligan, Ulf Lundell, Magnus Lindberg, X-Models, Marie Fredriksson och Per Gessle.. Han var en av medlemmarna i rockbandet Magnus Uggla Band. Han har under sitt yrkesliv också arbetat som musiklärare och senare som vaktmästare på Kulturskolan i Stockholm.